# Marco van Ginkel
Wulfert Cornelius van Ginkel zkráceně Marco van Ginkel (1. prosinec 1992, Amersfoort, Nizozemsko) je nizozemský fotbalový záložník, který od roku 2023 hraje v mateřském klubu Vitesse. Jenže po zranění nohy již nehrál jeden a půl roku fotbal. V roce 2013 získal Cenu Johana Cruijffa (Johan Cruijff Prijs), která se v Nizozemsku každoročně uděluje nejlepším mladým hráčům do 21 let.

## Klubová kariéra
Marco van Ginkel je odchovancem nizozemského klubu Vitesse. V A-mužstvu debutoval ve věku 17 let 9. dubna 2010 v utkání Eredivisie proti domácímu týmu RKC Waalwijk. Dostal se na hřiště v 67. minutě, když vystřídal Nicky Hofse. Vitesse prohrálo 1:4.

### Chelsea FC
V červenci 2013 jej koupil anglický klub Chelsea FC, van Ginkel se stal po André Schürrlem druhou posilou trenéra José Mourinha. Debutoval 18. srpna 2013 v prvním kole Premier League 2013/14 proti Hull City, dostal se na hřiště jako střídající hráč. Chelsea vyhrála 2:0.

### AC Milán
Na konci srpna 2014 odešel na hostování do týmu AC Milán. Po Fernando Torresovi se stal druhým hráčem který odešel v létě z Chelsea na hostování do tohoto klubu.

### Stoke City FC
V červenci 2015 odešel na další hostování, tentokrát do anglického klubu Stoke City FC.

### PSV Eindhoven
1. února 2016 odešel na hostování do PSV Eindhoven.

## Reprezentační kariéra
V červnu 2013 byl nominován na Mistrovství Evropy hráčů do 21 let konané v Izraeli. S týmem se dostal do semifinále, kde Nizozemsko vypadlo s Itálií po porážce 0:1.
Za nizozemskou seniorskou reprezentaci debutoval v přátelském zápase s Německem 14. listopadu 2012 (remíza 0:0). Nastoupil ke konci zápasu.

## Přestupy
- z Vitesse do Chelsea za 9 400 000 Euro
- z Chelsea do Milán za 1 000 000 Euro (hostování)
- z Chelsea do PSV zadarmo

## Statistiky

### Klubové
| Sezóna            | Klub              | Liga              | Liga   | Liga | Ligové poháry | Ligové poháry | Ligové poháry | Kontinentální poháry | Kontinentální poháry | Kontinentální poháry | Celkem | Celkem |
| Sezóna            | Klub              | Soutěž            | Zápasy | Góly | Soutěž        | Zápasy        | Góly          | Soutěž               | Zápasy               | Góly                 | Zápasy | Góly   |
| ----------------- | ----------------- | ----------------- | ------ | ---- | ------------- | ------------- | ------------- | -------------------- | -------------------- | -------------------- | ------ | ------ |
| 2009/10           | Vitesse           | Eredivisie        | 4      | 0    | NP            | 2             | 0             | -                    | 0                    | 0                    | 6      | 0      |
| 2010/11           | Vitesse           | Eredivisie        | 30     | 5    | NP            | 4             | 1             | -                    | 0                    | 0                    | 34     | 6      |
| 2011/12           | Vitesse           | Eredivisie        | 30     | 5    | NP            | 4             | 1             | -                    | 0                    | 0                    | 34     | 6      |
| 2012/13           | Vitesse           | Eredivisie        | 33     | 8    | NP            | 0             | 0             | EL                   | 4                    | 3                    | 37     | 11     |
| 2013/14           | Chelsea           | Premier League    | 2      | 0    | AP+ALP        | 0+1           | 0             | LM+ES                | 1+0                  | 0                    | 4      | 0      |
| 2014/15           | Milán             | Serie A           | 17     | 1    | IP            | 1             | 0             | -                    | 0                    | 0                    | 18     | 1      |
| 2015/16           | Stoke City        | Premier League    | 17     | 0    | AP+ALP        | 2+2           | 0             | -                    | 0                    | 0                    | 21     | 0      |
| 2016              | PSV               | Eredivisie        | 13     | 8    | NP            | 1             | 0             | LM                   | 1                    | 0                    | 14     | 8      |
| 2016/17           | PSV               | Eredivisie        | 15     | 7    | NP            | 0             | 0             | -                    | 0                    | 0                    | 15     | 7      |
| 2017/18           | PSV               | Eredivisie        | 28     | 14   | NP            | 3             | 0             | EL                   | 2                    | 0                    | 33     | 16     |
| 2018/19           | Chelsea           | Premier League    | 0      | 0    | AP+ALP        | 0+0           | 0             | EL                   | 0                    | 0                    | 0      | 0      |
| 2019/20           | Chelsea           | Premier League    | 0      | 0    | AP+ALP        | 0+0           | 0             | LM+ES                | 0                    | 0                    | 0      | 0      |
| Celkem za Chelsea | Celkem za Chelsea | Celkem za Chelsea | 2      | 0    | -             | 1             | 0             | -                    | 1                    | 0                    | 4      | 0      |
| 2020/21           | PSV               | Eredivisie        | 11     | 1    | NP            | 0             | 0             | EL                   | 1                    | 0                    | 12     | 1      |
| 2021/22           | PSV               | Eredivisie        | 23     | 1    | NP+NS         | 1+1           | 0             | LM+EL+EKL            | 6+4+1                | 1+0+0                | 36     | 2      |
| 2022/23           | PSV               | Eredivisie        | 1      | 0    | NP+NS         | 0             | 0             | LM+EL                | 3+2                  | 0                    | 4      | 0      |
| Celkem za PSV     | Celkem za PSV     | Celkem za PSV     | 91     | 31   | -             | 6             | 2             | -                    | 18                   | 0                    | 115    | 33     |
| 2023              | Vitesse           | Eredivisie        | 13     | 2    | NP            | 0             | 0             | -                    | 0                    | 0                    | 13     | 2      |
| 2023/24           | Vitesse           | Eredivisie        | ?      | ?    | NP            | ?             | ?             | -                    | 0                    | 0                    | ?      | ?      |
| Celkem za Vitesse | Celkem za Vitesse | Celkem za Vitesse | 110    | 20   | -             | 10            | 2             | -                    | 4                    | 3                    | 124    | 25     |
| Celkově           | Celkově           | Celkově           | 237    | 52   | -             | 22            | 4             | -                    | 23                   | 3                    | 282    | 59     |

## Úspěchy

### Klubové

#### Národní
- vítěz  Nizozemské ligy (2x)

PSV: 2015/16, 2017/18
- vítěz  Nizozemského poháru (1x)

PSV: 2005
- vítěz Nizozemského superpoháru (1x)

PSV: 2021/22

#### Kontinentální
- vítěz Evropské ligy UEFA (1x)

Chelsea: 2018/19

### Reprezentační
- 1× na ME 21 (2013 - bronz)

### Individuální
- 1× vítěz mladý fotbalista roku (2012/13)